# Sphaerodactylus vincenti
Sphaerodactylus vincenti är en ödleart som beskrevs av  George Albert Boulenger 1891. Sphaerodactylus vincenti ingår i släktet Sphaerodactylus och familjen geckoödlor. IUCN kategoriserar arten globalt som livskraftig.

## Underarter
Arten delas in i följande underarter:
- S. v. adamas
- S. v. diamesus
- S. v. festus
- S. v. josephinae
- S. v. monilifer
- S. v. pheristus
- S. v. psammius
- S. v. ronaldi
- S. v. vincenti